# Lao công
Lao công hay tạp vụ là một công việc làm trong các công ty, khách sạn, công sở, nhà trường, bệnh viện. Thường những người làm công việc này là nữ Nhiệm vụ của họ là đảm bảo vệ sinh cho cơ quan họ đang làm việc. Công việc của họ thường làm trong môi trường không sạch sẽ vì thế rất ít người nhận làm công việc này. Tuy nhiên đây là một công việc không thể thiếu trong bất cứ cơ quan hành chính nào.
Giữa 17% và 23% tổng số người nhập cư bất hợp pháp sống ở Hoa Kỳ làm việc trong ngành vệ sinh (và đang tăng trưởng với tốc độ từ 1/2% đến 1/3% mỗi năm). Ngoài việc nhóm người này cung cấp nguồn lao động giá rẻ dồi dào, công việc lao công chủ yếu được thực hiện vào ban đêm, khiến các công ty lao công tuyển dụng những người lao động không có giấy tờ trở thành một lựa chọn hấp dẫn. Ở Hà Lan, số lượng công ty vệ sinh đã tăng từ 5.000 vào năm 2003 lên 8.000 vào năm 2008.